# Marathon van Nagoya 1991
De marathon van Nagoya 1991 werd gelopen op zondag 3 maart 1991. Het was de 12e editie van de marathon van Nagoya. Alleen vrouwelijke elitelopers mochten aan de wedstrijd deelnemen. De Japanse Sachiko Yamashita kwam als eerste over de streep in 2:31.02.

## Uitslagen
| rang   | naam                  | land | tijd    |
| ------ | --------------------- | ---- | ------- |
| Goud   | Sachiko Yamashita     | JPN  | 2:31.02 |
| Zilver | Aurora Cunha          | POR  | 2:32.12 |
| Brons  | Ludmila Melicherova   | TCH  | 2:33.24 |
| 4      | Ayumi Ishikura        | JPN  | 2:36.03 |
| 5      | Akiko Sugiura         | JPN  | 2:36.35 |
| 6      | Sally Ellis           | ENG  | 2:36.45 |
| 7      | Madina Biktagirova    | RUS  | 2:36.50 |
| 8      | Qiu-li Yu             | CHN  | 2:37.17 |
| 9      | Ye-mei Li             | CHN  | 2:37.27 |
| 10     | Tomomi Nishigai       | JPN  | 2:38.32 |
| 11     | Tamiyo Nayuki         | JPN  | 2:38.50 |
| 12     | Hiromi Hayashi        | JPN  | 2:39.07 |
| 13     | Hong-Mei Wang         | CHN  | 2:39.22 |
| 14     | Yukie Akiyama         | JPN  | 2:39.36 |
| 15     | Laura Lamena          | USA  | 2:39.37 |
| 16     | Aurica Buia           | ROU  | 2:39.40 |
| 17     | Mayu Kishi            | JPN  | 2:40.18 |
| 18     | Naoko Okuzumi         | JPN  | 2:40.23 |
| 19     | Lorraine Masuoka      | USA  | 2:41.32 |
| 20     | Marguerite Buist      | NZL  | 2:42.26 |
| 21     | Chikage Kuromaru      | JPN  | 2:45.11 |
| 22     | Martine Vandegehuchte | BEL  | 2:45.19 |
| 23     | Yoshiko Hirohama      | JPN  | 2:45.38 |
| 24     | Kikuyo Nishijima      | JPN  | 2:46.13 |
| 25     | Zoya Gavriluk         | UKR  | 2:47.00 |

1984 ·
1985 ·
1986 ·
1987 ·
1988 ·
1989 ·
1990 ·
1991 ·
1992 ·
1993 ·
1994 ·
1995 ·
1996 ·
1997 ·
1998 ·
1999 ·
2000 ·
2001 ·
2002 ·
2003 ·
2004 ·
2005 ·
2006 ·
2007 ·
2008 ·
2009 ·
2010 ·
2011 ·
2012 ·
2013 ·
2014 ·
2015 ·
2016 ·
2017